# Guggenmühle (Allersberg)
Guggenmühle ist ein Gemeindeteil des Marktes Allersberg im Landkreis Roth (Mittelfranken, Bayern). Guggenmühle liegt in der Gemarkung Brunnau.

## Lage
Das Dorf liegt, von Waldgebieten umgeben, am Brunnbach, einem rechten Zufluss der Rednitz. Die Staatsstraße 2237 führt nach Wagnersmühle (0,7 km westlich) bzw. zur Anschlussstelle 55 der Bundesautobahn 9 (1,7 km östlich). Eine Gemeindeverbindungsstraße führt nach Heubühl (1,5 km südlich).

## Geschichte
1544 wurde der Ort erstmals urkundlich erwähnt.
Gegen Ende des 18. Jahrhunderts gab es in Guggenmühle 13 Anwesen. Das Hochgericht übte das pfalz-neuburgische Landrichteramt Allersberg aus. Das Niedergericht und die Dorf- und Gemeindeherrschaft hatte das pfalz-neuburgische Landrichteramt Hilpoltstein. Grundherren waren das Kastenamt Hilpoltstein (7 Anwesen) und die Herzog-Georg-Stiftung (6 Anwesen, darunter 1 Siechenhaus und 1 Hirtenhaus). Von 1797 bis 1808 unterstand der Ort dem Justiz- und Kammeramt Roth.
Im Rahmen des Gemeindeedikts (frühes 19. Jahrhundert) wurde der Steuerdistrikt Guggenmühle gebildet. Zu diesem gehörten Altenfelden, Appelhof, Birkach, Brunnau, Eichelburg, Fäßleinsberg, Finstermühle, Fischhof, Harrlach, Hasenbruck, Heubühl, Kleehof, Wagnersmühle und Zwiefelhof. Wenig später entstand die Ruralgemeinde Guggenmühle, zu der Brunnau, Kleehof und Wagnersmühle gehörten. Sie wurde 1820 nach Brunnau umbenannt. Am 1. Januar 1972 erfolgte im Zuge der Gebietsreform in Bayern die Eingemeindung nach Allersberg.

### Einwohnerentwicklung
| Jahr      | 001818 | 001836 | 001861 | 001871 | 001885 | 001900 | 001925 | 001950 | 001961 | 001970 | 001987 |
| Einwohner | 76     | 68     | 76     | 64     | 69     | 75     | 89     | 79     | 76     | 78     | 78     |
| Häuser    | 14     | 14     |        |        | 16     | 15     | 15     | 13     | 15     |        | 17     |
| Quelle    | [ 12 ] | [ 13 ] | [ 14 ] | [ 15 ] | [ 16 ] | [ 17 ] | [ 18 ] | [ 19 ] | [ 20 ] | [ 21 ] | [ 1 ]  |

## Religion
Guggenmühle ist römisch-katholisch geprägt und bis heute nach Mariä Himmelfahrt (Allersberg) gepfarrt. Die Einwohner evangelisch-lutherischer Konfession gehören zur Pfarrei Eckersmühlen.